# Манус
Манус е провинция на Папуа Нова Гвинея и едноименен остров.
Площта ѝ е 2000 квадратни километра и има население от 60 485 души (по преброяване от юли 2011 г.). Намира се в часова зона UTC+10. Съдържа 1 окръг.